# Île Verte (Canada)
L'île Verte (Green Island in inglese) è un'isola situata tra l'arcipelago di Saint-Pierre e Miquelon (Francia) e la costa sud di Terranova (Canada).
Questo isolotto scosceso e disabitato si trova al limite delle acque territoriali francesi e canadesi. La sua sovranità è stata a lungo contestata, fino ad un accordo franco-canadese del 1972 che l'ha assegnata completamente al Canada.

## Storia
Gli abitanti di Terranova installarono un faro e un segnalatore marittimo nel 1908, cosa che suscitò scalpore a Saint-Pierre e Miquelon, ma la Francia non si oppose perché violava i suoi diritti di pesca regolati dal Trattato di Utrecht del 1713 e dal Trattato di Parigi del 1783 tra le due superpotenze.
Nella Revue des sciences et de leurs applications à l'art et à l'industrie stampata a Parigi nel 1925 si afferma che l'isola è parte di Terranova, allora parte del Dominion di Terranova (Regno Unito).
Nell'estratto del libro di Georges Nestler degli anni trenta si afferma che l'isola è divisa a metà tra Saint-Pierre e Miquelon (Francia) e Dominion di Terranova (Regno Unito). L'accordo del 1972 sulle acque territoriali tra Francia e Canada chiarisce la sua sovranità e afferma (Canada):
(Accordo franco-canadese del 1972 sulle acque territoriali)
Il faro è stato ricostruito dagli abitanti di Terranova nel 1955 ed è stato nuovamante ricostruito nel 1993. Il faro emette il segnale luminoso ogni 10 secondi ed è visibile per 16 miglia nautiche (30 km). Invece il nautofono emette il segnale sonoro ogni minuto nelle giornate di nebbia. Il faro è gestito dalla Guardia Costiera Canadese.
Il 13 agosto 2013 il canadese Jordan Wood ha percorso a nuoto i 7 km che dividono l'Île Verte (considerata parte del Canada) dall'Isola di Saint-Pierre (Saint-Pierre e Miquelon) in due ore e mezza.